# Fuel Processing Technology
Fuel Processing Technology, abgekürzt Fuel Process. Technol.,  ist eine wissenschaftliche Fachzeitschrift, die vom Elsevier-Verlag veröffentlicht wird. Die erste Ausgabe erschien im Jahr 1977. Derzeit erscheint die Zeitschrift mit zwölf Ausgaben im Jahr und wird seit 2024 im Open Access veröffentlicht. Es werden Artikel veröffentlicht, die sich mit wissenschaftlichen und technologischen Aspekten der Umwandlung von fossilen und erneuerbaren Ressourcen in Treibstoffe und Chemikalien beschäftigen.
Der Impact Factor lag im Jahr 2014 bei 3,352. Nach der Statistik des ISI Web of Knowledge wird das Journal mit diesem Impact Factor in der Kategorie angewandte Chemie an neunter Stelle von 70 Zeitschriften, in der Kategorie Energie & Treibstoffe an 24. Stelle von 88 Zeitschriften und in der Kategorie chemische Ingenieurwissenschaften an 15. Stelle von 134 Zeitschriften geführt.